# Graciela Suárez Treviño
Graciela Suárez Treviño (Monterrey, Nuevo León; 1933 - 8 de febrero, 2023) fue una cantante y maestra mexicana, reconocida por su rango como soprano, por su trayectoria artística y su labor como docente en la Facultad de Música de la Universidad Autónoma de Nuevo León.

## Trayectoria
Se inscribió a la Escuela de Música de la UANL en 1950 como estudiante de canto. 8 años después, fue parte de la primera generación del Coro Universitario. Como estudiante, destacó como recitalista y cultivadora de lieds por la flexibilidad de su voz. Obtuvo un contrato como soprano prima donna en la Compañía Nacional de Ópera de Bellas Artes, y tuvo su debut en el Palacio de Bellas Artes con la obra Un baile de Máscaras de Giuseppe Verdi. A la par, trabajó como maestra de canto en la Universidad Autónoma de Nuevo León.
Dio conciertos en escenarios como el Palacio de Bellas Artes y en la Universidad Rockefeller Center de Nueva York en 1974. Fue invitada a cantar en la New York City Opera y a audicionar para el Metropolitan Opera House de Nueva York, oferta que rechazó por sus contratos con Bellas Artes de México y su vida personal.
Como profesora, fue reconocida por su técnica de canto, y tuvo entre sus exalumnos a Flavio César, Charlie del grupo Magneto, Francisco de Luna, Renán Moreno, y el tenor Umberto Veloz.

### Trayectoria en la ópera
- Madame Butterfly
- Tosca
- La Bohème
- Suor Angelica
- Manon Lescaut
- Turandot
- Gianni Schichi
- La Traviata
- Otelo
- Baile de Máscaras
- Aida
- El Trovador
- Cavalleria Rusticana
- Fidelio[4]

## Reconocimientos
En 1992, recibió el Premio UANL a las Artes. También obtuvo el Reconocimiento por trayectoria a nivel nacional e internacional (2001), el Reconocimiento por brillante y destacada trayectoria UANL (2003) y el Reconocimiento a la excelencia en el desarrollo profesional (2004). En 2015, la UANL le dio un reconocimiento por sus 55 años de trayectoria como maestra en la Facultad de Música.

## Vida personal
Suárez Treviño tuvo tres hijos, Eduardo Buenrostro Suárez y Juan Buenrostro Suárez, quienes también son profesores en la Facultad de Música en la UANL, y Laura Buenrostro de Le Parc, soprano de música contemporánea.